# پارما، میشیگان
پارما (به انگلیسی: Parma Township) یک منطقهٔ مسکونی در ایالات متحده آمریکا است که در شهرستان جکسون، میشیگان واقع شده‌است.
 پارما  ۲٬۷۲۶ نفر جمعیت دارد و ۲۹۰ متر بالاتر از سطح دریا واقع شده‌است.